# محمد سبيلا
محمد سبيلا (1942 - 2021) كاتب ومترجم فيلسوف ومفكر مغربي.

## نشأته ودراسته
كان ميلاده سنة 1942م بالعاصمة الاقتصادية للمغرب الدار البيضاء، تابع دراسته بكل من جامعة محمد الخامس/كلية الآداب والعلوم الإنسانية بالرباط وجامعة السوربون بباريس، فحصل سنة 1967م على إجازة في الفلسفة وفي نفس السنة التحق محمد سبيلا باتحاد كتاب المغرب، وفي سنة 1974م حصل على دبلوم الدراسات العليا، ونال دكتوراه الدولة سنة 1992م بكلية الآداب والعلوم الإنسانية بالرباط.

## عمله
اشتغل أستاذاً جامعياً بكلية الآداب بالرباط، وشغل منصب رئيس شعبة الفلسفة وعلم الاجتماع وعلم النفس بكلية الآداب بفاس ما بين 1972م و 1980م، وترأس الجمعية الفلسفية المغربية ما بين 1994م و 2006م.

## منشوراته ومؤلفاته
نشر العديد من الدراسات الفلسفية والأبحاث في مجموعة من الصحف والمجلات العربية والغربية ك«الاتحاد الاشتراكي»، أقلام، آفاق الوحدة، الفكر العربي المعاصر، المستقبل العربي، المناظرة كما أنه ساهم في تحرير مجلة «المشروع». وهو مدير لمجلة مدارات فلسفية من العدد1 إلى العدد 18.
التحق محمد سبيلا باتحاد كتاب المغرب سنة 1967.
يتوزع إنتاجه بين البحث الفكري والفلسفي والترجمة.

### المؤلفات
- «مدارات الحداثة»، 1987م، عكاظ، الرباط.
- «سلسلة كراسات فلسفية»، توبقال، الرباط، 1991.
- «الإيديولوجيا: نحو نظرة تكاملية».المركز الثقافي العربي، الدار البيضاء، 1992.
- «الأصولية والحداثة»، 1998م.
- «المغرب في مواجهة الحداثـة»، منشورات الزمن، الرباط، 1999.
- «الحداثة وما بعد الحداثة»، 2000م.
- «للسياسة بالسياسة»، 2000م.
- «أمشاج»، 2000م.
- «النزعات الأصولية والحداثة»، 2000م.[4]
- «دفاعاً عن العقل والحداثة»، 2002م.
- «زمن العولمة في ما وراء الوهم»، 2005م.
- «حوارات في الثقافة والسياسة»، 2006م.
- «في الشرط الفلسفي المعاصر»، 2007م.
- «مخاضات الحداثة»، 2007م.
- «الأسس الفكرية لثقافة حقوق الإنسان». 2010م
- «في تحولات المجتمع المغربي»، 2011م.
- «موسوعة المفاهيم الأساسية في العلوم الإنسانية والفلسفة» (بالاشتراك مع نوح الهرموزي). 2017.
- «الشرط الحداثي»، 2020م. دار خطوط وظلال.

### الترجمات
وفي جانب آخر كان له عدد من الترجمات لكتب غربية منها:
- «الفلسفة بين العلم والإيديولوجيا»، ألتوسير، ترجمة م.سبيلا، منشورات مجلة أقلام، الرباط، 1974. كانت أولى ترجماته سنة 1974م.
- «التقنية-الحقيقة-الوجود» لمارتن هايدجر سنة 1984م.
- «التحليل النفسي لبول»، بول لوران أسون، ترجمة م. سبيلا، دار الأمان، الرباط، 1985.
- «نظام الخطاب»، ميشيل فوكو، ترجمة م. سبيلا دار التنوير، بيروت، 1986.
- «تساؤلات الفكر المعاصر»، مجموعة من الكتاب، ترجمة م. سبيلا، دار الأمان، الرباط، 1987.
- «حوارات الفكر المعاصر»، مجموعة من الكتاب، ترجمة م. سبيلا، سوبيادر، الرباط، 1989.
- «التحليل النفسي» لكاترين كليمان 2000.
- «الفلسفة الحديثة من خلال النصوص»، ترجمة واختيار محمد سبيلا وعبد الله بنعبد العالي، دار الأمان، الرباط، 1990.
- «إشكاليات الفكر المعاصر»، 2017.

### مؤلفات أخرى
كما ساهم في التأليف المدرسي والجامعي في مجموعة من الكتب المدرسية منها مباهج الفلسفة للسنة الثانية بكالوريا، والفلسفة الحديثة وسلسلة دفاتر فلسفية بالاشتراك مع الدكتور عبد السلام بنعبد العالي، كما اشتغل الدكتور محمد سبيلا على مجموعة من المواضيع السوسيولوجية والسيكولوجية الأنثروبولوجية والفلسفية.
ويعد محمد سبيلا أحد أبرز المفكرين والباحثين والفلاسفة المغاربة، فهو ذلك المفكر القلق الذي يجد ضالته في التفكير في الحداثة.

## وفاته
توفي 9 ذو الحجة 1442 هجريا، الموافق 19 يوليو 2021 ميلاديا، إثر إصابته بفيروس كورونا.